# Ю Чимъюнь
Ю Чимъюнь (кит. 于占元) (5 сентября 1905 — 8 сентября 1997) — преподаватель Китайской драматической академии, одной из главных Пекинских оперных школ в Гонконге, в которой проходили обучение Джеки Чан, Саммо Хунг, Юэнь Бяо, Юэнь Цю, Юэнь Ва и Кори Юэнь.
Является отцом актрисы Ю Со-чоу, которая снялась в более чем 150 фильмах. Однако собственным единственным фильмом оказался Старый Мастер (師父出馬), выпущенный в 1979, где он снялся в роли Вэнь Жэнь-яна. В 1988 был выпущен биографический фильм «Раскрашенные лица», в котором рассказывалось о жизни и обучении детей в Китайской драматической академии, и Саммо Хунг сыграл роль самого Мастера Ю.
Умер от сердечного приступа в Лос-Анджелесе.